# Bảo tàng ở Tarnowskie Góry
Bảo tàng ở Tarnowskie Góry (tiếng Ba Lan: Muzeum w Tarnowskich Górach) là một bảo tàng tọa lạc tại số 1 Quảng trường chợ, Tarnowskie Góry, Ba Lan. Bảo tàng bố trí triển lãm bên trong tầng một và gác mái của Nhà Sedlaczek, tòa nhà này một trong những ngôi nhà chung cư lâu đời nhất ở Tarnowskie Góry.

## Lịch sử
Bảo tàng ở Tarnowskie Góry ra mắt cuộc triển lãm thường trực đầu tiên trong ba căn phòng đã được tân trang của Nhà Sedlaczek vào tháng 8 năm 1958. Vào ngày 1 tháng 1 năm 1959, bảo tàng này trở thành chi nhánh Tarnowskie Góry của Bảo tàng Thượng Silesia ở Bytom. Nửa năm sau, bảo tàng được Đoàn Chủ tịch Hội đồng Quốc gia Thành phố ở Tarnowskie Góry tiếp quản. Từ năm 1990, bảo tàng hoạt động độc lập. Vào năm 2018, Hội đồng thành phố ở Tarnowskie Góry thông qua một nghị quyết về việc bàn giao một trụ sở mới cho bảo tàng, trụ sở mới này dự kiến sẽ được sử dụng vào năm 2026.

## Hoạt động
Bộ sưu tập của bảo tàng có tổng cộng gần 10.000 hiện vật, thuộc các chủ đề: lịch sử, nghệ thuật và dân tộc học. Ngoài các cuộc triển lãm thường trực và tạm thời, bảo tàng còn tổ chức nhiều sự kiện văn hóa. Đồng thời, bảo tàng cũng thực hiện các hoạt động nghiên cứu, xuất bản và giáo dục.